# Croatina
La croatina è un vitigno autoctono a bacca nera, presente soprattutto nell'Oltrepò Pavese e nel Piacentino, in misura minore in Piemonte e in Veneto.
Il vino prodotto con questa uva ha un contenuto di polifenoli, in particolare tannini, molto elevato.
Dall'uva della Croatina in purezza si ottengono vini beverini, ovvero a pronta beva, come la DOC Bonarda dell'Oltrepò Pavese nella versione ferma e vivace.
Unendo la Croatina ad uve provenienti da altri vitigni (Barbera, Uva Rara), si ottengono vini quali la DOC Gutturnio nelle varie tipologie, il Buttafuoco dell'Oltrepò Pavese o la DOC Rosso Oltrepò Riserva.

## Storia
Le origini risalgono alla seconda metà dell'Ottocento. Ne parlano noti ampelografi, come Demaria e Leardi nel 1875, Di Rovasenda in un saggio del 1877 e  Molon nel 1906.
Il nome si ritiene etimologicamente legato alla val d'Arda, valle di confine tra le province Piacenza e di Parma, all'interno della zona dei Colli piacentini. Vi sono evidenze della cultura della vite nella zona sin dai tempi della vesta Romana.
Si ritiene che nella zona di Rovescala, nell'Oltrepò Pavese, fosse presente sin dal Medioevo. La sua notevole resistenza all'oidio ne favorì la diffusione in tutto l'Oltrepò e nel Novarese, a scapito di vitigni di più eleganti e di qualità, ma più delicati alle avversità come la Vespolina, il Nebbiolo e la Moradella.

## Caratteristiche ampelografiche
Vitigno a bacca nera, foglia media o medio-piccola, allungata e pentagonale, quinquelobata o trilobata; grappolo grande, conico allungato, alato, di media compattezza o compatto; acino medio, di forma sferoidale regolare, con buccia di colore turchino, spessa e coriacea, abbondantemente ricoperta di pruina. Viene erroneamente confusa con il vitigno bonarda novarese.
Ha una produzione abbastanza elevata ma altalenante, predilige terreni piuttosto profondi, franco-argillosi limosi o argillosi, calcarei.
Altri nomi con cui è conosciuto sono: Croata, Croattina, Crovattina/o, Crovettina, Uga del zio, Neretto, Uva Vermiglia, Nebbiolo di Gattinara e Bonarda di Rovescala. 
Molto spesso, questo vitigno viene impropriamente chiamato bonarda che è invece il nome di un vino dei Colli piacentini e dell'Oltrepò Pavese prodotto con croatina in purezza. Ad accrescere la confusione, un altro vitigno che si chiama Bonarda, tipicamente piemontese, dell'area novarese.

## Zone di coltivazione
La Croatina viene coltivata in prevalenza nel Piacentino e nell'Oltrepò Pavese, e in misura minore in Piemonte e Veneto dove rientra anche nel disciplinare dell'Amarone della Valpolicella

## Utilizzo
Le DOC dove è consentito l'utilizzo della Croatina sono: 
- Emilia-Romagna
  - Colli piacentini - 30÷45% (Gutturnio)
  - Colli di Parma - 25÷40%
  - Colli di Scandiano e di Canossa - 0÷15%

- Lombardia
  - Oltrepò Pavese - 25÷65%, 85÷100% (con la menzione Croatina)
  - San Colombano al Lambro - 30÷45%

- Piemonte
  - Colli tortonesi
  - Bramaterra - 20÷30%
  - Cisterna d'Asti - 80÷100%
  - Colline novaresi - 0÷30%, 85÷100% (con la menzione Croatina)
  - Coste della Sesia - min. 50%, 85÷100% (con la menzione Croatina)